# Nétilmicine
La nétilmicine est un antibiotique aminoside proche de la gentamicine.